# Фирд
Фирд (фюрд; др.-англ. fyrd) — национальное ополчение в англосаксонской Британии, представляющее собой армию, созываемую королём из свободных землевладельцев для защиты территории страны от внешней агрессии.
Источники по принципам формирования или военным качествам англосаксонского ополчения крайне скудны. Очевидно, на ранних этапах существования англосаксонских королевств служба в фирде была обязательна для каждого свободного землевладельца, которые тогда составляли подавляющее большинство населения страны. Общим принципом, вероятно, было выставление в ополчение одного солдата с каждой гайды. Первое упоминание о таком способе комплектования фирда содержится в законах короля Уэссекса Ине, датируемых 694 годом. С течением времени, однако, стала очевидной недостаточность продуктивности гайды земли для содержания хорошо вооружённого воина. Поэтому уже в VIII веке начинается переход к выборочному принципу комплектования фирда. Так, в 799 году король Мерсии Кенвульф пожаловал одному из своих сподвижников земли в размере 30 гайд с обязанностью выставления в фирд всего 5 человек. В дальнейшем, по-видимому, правило набора в фирд одного человека от каждых 5 гайд стало общепринятым, о чём свидетельствует «Книга Страшного суда» 1086 года, созданная уже после нормандского завоевания.
В составе вооружённых сил первых англосаксонских королевств фирд играл, вероятно, главную роль. Однако постепенно ядром национальных войск становилась королевская дружина, лучше обученная и экипированная. Тем не менее фирд сохранял достаточно большое значение до конца англосаксонского периода истории Британии. Воины фирда были относительно хорошо вооружены, включая мечи и щиты, однако им недоставало опыта и знания современных методов ведения военных действий. В англосаксонской Британии почти не использовалась кавалерия и лучники, а также крепость как средство контроля и защиты определённой территории. Кроме того, очевидно, что фирд использовался исключительно для отражения внешней агрессии и не был приспособлен для наступательных действий. Воины фирда практически никогда не призывались на службу вне территории своего графства. Все эти факторы ослабляли мощь фирда при столкновении с действительно сильным противником и способствовали громким поражениям англосаксонских войск сначала от датских викингов, а в 1066 году от армии Вильгельма Завоевателя.

## В Скандинавии
В средневековой Скандинавии аналогичное фирду ополчение называлось лейданг (др.-сканд. leiðangr, норв. leidang, швед. ledung, дат. leding, лат. expeditio, англ. lething). Основной задачей лейданга являлось организация флотилий для защиты побережья, военной поддержке и принуждения к торговле, а также викингским рейдам. В обычных условиях лейданг организовывался на два-три летних месяца. Все свободные мужчины были обязаны принять в нем участие или пожертвовать на его содержание. Только часть флотилии лейданга участвовала в рейдах.
Главной единицей лейданга был скипрейд (др.-сканд. skipreiða, швед. roslag, дат. skipæn) — команда корабля, которая строила и полностью снаряжала драккар определенного размера. Законы Гулатинга регламентировали вооружение каждого воина лейданга.
В XII—XIII веках лейданг стали заменять соответствующим налогом, который платили все свободные фермеры (карлы).